# Dimitrij Lokovšek
Dimitrij Lokovšek, slovenski častnik in veteran vojne za Slovenijo, * 4. september 1970, Ljubljana.

## Življenjepis
Lokovšek je bil predhodno pripadnik Zaščitne enote milice in med drugim tudi Specialne enote milice. Med vojno za Slovenijo je bil prostovoljec. Po vojni se je zaposlil  v takratni teritorialni obrambi in kasneje v Slovenski vojski (SV). V času zaposlitve v MORS je bil pripadnik vojaške policije, protidiverzantskega mornariškega oddelka potapljačev -  430. Mornariškega odreda, delavec za varnost v Obveščevalno varnostni službi  MORS, pripadnik 132. gorskega bataljona, 16. BNZP in pripadnik Centra odličnosti gorskega bojevanja.
Leta 1988 končal Kadetsko šolo za miličnike v  Tacnu.Leta 1997 končal Višjo šolo za notranje zadeve v Ljubljani.Leta 1998 opravil šolanje po programu FBI in pridobil naziv CID special agent - Fort McClellan, Alabama - ZDA.V letih 2004 in 2005 je bil poveljnik 13. kontingenta SIKON IPU - MSU v BiH.
Med 20. februarjem do 20. avgustom 2006 je poveljeval prvemu kontingentu SV v Iraku.
Leta 2007 je opravil specializacijo iz obramboslovja pod mentorstvom Ljubice Jelušič in Iztoka Prezelja.
V letih od 2007 do 2014 je bil direktor varnostne službe Hita.
Trenutna zaposlitev vodja varnostne službe Klemm varovanje d.o.o..

## Odlikovanja in priznanja
- častni vojni znak: 16. maj 1993
- zlata medalja za hrabrost: 26. december 1991
- spominski znak Obranili domovino 1991
- bronasta medalja SV 1997
- bronasti znak usposobljenosti vojaški gornik: 18. julij 2003
- bronasta medalja za športne dosežke 2004
- Non Article 5 NATO medal 2004 - NATO misija BiH
- The European Security Defense Policiy Servise medal - EU misija BiH
- Non Article 5 NATO medal 2006 - NATO misija Irak
- III Reparto E Conferita Per La Peace - Italija 2008
- Srebni red za zasluge na vojaško - varnostnem področju - predsednik RS 2008